# NGC 7523
NGC 7523 é uma galáxia espiral (S) localizada na direcção da constelação de Pegasus. Possui uma declinação de +13° 59' 12" e uma ascensão recta de 23 horas, 13 minutos e 34,7 segundos.
A galáxia NGC 7523 foi descoberta em 3 de Novembro de 1864 por Albert Marth.